# Kriukovo
Kriúkovo (en cirílico en ruso: Крю́ково) es un distrito del municipio de Moscú que pertenece administrativamente a Zelenograd.
Fue una villa del distrito municipal de Solnechnogorsky, en el Óblast de Moscú.
La estación de ferrocarril principal de Zelenograd se llama igualmente Kriúkovo.
Durante la Segunda Guerra Mundial el ejército alemán alcanzó su máximo avance en Rusia en Kriúkovo, a 41 kilómetros de Moscú. Varios monumentos celebran este evento en el distrito y sus alrededores.